# Kornet
Kornet var en instrumental jazzrockgrupp från Luleå, verksam under 1970-talet, som tillhörde proggrörelsen.

## Historik
Kornet bildades 1974 vid Framnäs folkhögskola i Öjebyn och hade flera mycket framstående medlemmar, bland andra Stefan Nilsson, Åke Sundqvist och Örjan Fahlström. Gruppen utgav sitt debutalbum Kornet (1975), vilket följdes av Fritt fall (1977). Efter detta album lämnade gruppen skivbolaget Manifest för Svenska Love Records där man utgav sitt tredje och sista album III (1979). Det sista albumet gavs även ut i Danmark på bolaget Pick Up Records. 12”-singeln ”Digital Master Direct Cut” som spelades in 1979 är en testskiva producerad för att jämföra digital och analog inspelning. A-sidan spelades in med digital teknik vilket var relativt nytt, medan B-sidan var en traditionell analog direktgravering. Sony som gav ut skivan ville med den visa vilken ljudförbättring den digitala inspelningstekniken medförde.
Delar av gruppen har även spelat på album med bland annat Ted Ström och Ola Magnell samt medverkat på Pugh Rogefeldts "Nattmara" i melodifestivalen 1978.
Nilsson, Forsman och Sundqvist har efter 70-talet varit aktiva som studiomusiker både på skiva och scen och jobbat med många av Sveriges artister. samt med egna produktioner. Fahlström har arbetat som  kompositör, arrangör och dirigent i en mängd olika sammanhang, både i Sverige och övriga Europa. 

Den 29 november 1975 medverkade Kornet i Sveriges Radio P3:s program Tonkraft.

## Medlemmar
(För vilka medlemmar som medverkar på vilka album, se diskografin.)
- Stefan Nilsson – keyboard
- Åke Sundqvist – trummor
- Stefan Björklund – gitarr
- Allan Lundström – saxofon
- Johan Engström – flöjt, gitarr
- Sten Forsman – bas, cello
- Örjan Fahlström – vibrafon, keyboard
- Ed Epstein – saxofon
- Sabu Martinez – congas (Gästmusiker på 2:a albumet. Ej officiell medlem)

## Diskografi
Studioalbum
- 1975 – Kornet
- 1977 – Fritt fall
- 1979 – III

Singlar
- 1979 – "Digital Master Direct Cut" (Struttin' / Jespers drömmar / 727)

Bidrag på samlingar
- 1976 – SKAP - Golden Anniversary 1926–1976 (med låten "Skriket från vildmarken")
- 2007 – The Essence of Swedish Progressive Music 1967-1979: Pregnant Rainbows for Colourblind Dreamers (med låten "Skriket från vildmarken") (4xCD box)

### Fotnoter
1. ↑  ”Kornet”. Progg.se. Arkiverad från originalet den 23 augusti 2010. https://web.archive.org/web/20100823124108/http://www.progg.se/band.asp?ID=458. Läst 5 januari 2013.
2. 1 2 3 4 5  Petterson, Tobias; Ulf Henningsson (2007) (på engelska). The Encyclopedia of Swedish Progressive Music 1967-1979 (1:a uppl.). Premium Publishing. sid. 99. ISBN 978-91-89136-22-9
3. ↑  ”Kornet”. Discogs.com. http://www.discogs.com/artist/Kornet. Läst 5 januari 2013.
4. ↑  ”Digital master direct cut / Kornet”. Svensk Mediadatabas. http://smdb.kb.se/catalog/id/001468965. Läst 10 juli 2014.
5. ↑  ”Tonkraft den 19 november 1975 – Kornet”. HMV och Tonkrafterna. Arkiverad från originalet den 10 juli 2014. https://web.archive.org/web/20140710132959/http://www.webbuilder.se/hmvtonkraft/default.asp?id=2607&intOrder=11&fk_info=5187&pkch=479&pkgch=1244&ltype=grand. Läst 10 juli 2014.